# Mauro Cerqueira
Mauro Rafael Geral Cerqueira (Loures, 20 agosto 1992) è un calciatore portoghese, difensore svincolato.

## Caratteristiche tecniche
È un terzino sinistro.

## Palmarès

### Club

#### Competizioni nazionali
- Segunda Liga: 1

Nacional: 2017-2018
- Coppa d'Ungheria: 1

Újpest: 2020-2021